# Winznau
Winznau – miejscowość i gmina w Szwajcarii, w kantonie Solura, w jednostce administracyjnej (Amtei) Olten-Gösgen, w okręgu Gösgen. Leży nad rzeką Aare.
Gmina została po raz pierwszy wspomniana w dokumentach w 1266 roku jako Winzenowe. 

## Demografia
W Winznau mieszka 1 956 osób. W 2021 roku 17,9% populacji gminy stanowiły osoby urodzone poza Szwajcarią.
W 2000 roku 93,8% (1594 osoby) populacji mówiło w języku niemieckim, 1,6% (27 osób) w języku albańskim, a 1,5% (25 osób) w języku włoskim. Dodatkowo 10 osób zadeklarowało, że mówi w języku francuskim, a 1 w języku romansz.

Zmiany w liczbie ludności na przestrzeni lat przedstawia poniższy wykres:

## Transport
Przez teren gminy przebiega droga główna nr 265.